# Вибирай або помри
Вибирай або помри (англ. Choose or Die) — британський трилер жахів 2022 року, знятий Тобі Мікінсом. У фільмі зіграли Ейса Баттерфілд, Іола Еванс, Едді Марсан та Роберт Інглунд.
«Вибирай або помри» вийшов 15 квітня 2022 року на Netflix.

## Сюжет
Спокусившись на ще досі не виграний грошовий приз, двоє друзів перезапускають загадкову відеогру 1980-х років й опиняються в сюрреалістичному світі небачених жахів.

## Актори та ролі
- Айола Еванс — Кайлі
- Ейса Баттерфілд — Айзек
- Едді Марсан — Хел
- Роберт Інглунд
- Кейт Флітвуд — Лора
- Райан Гейдж — Ленса
- Анжела Гріффін — Тея
- Піт Мачел — Гейба
- Джо Болланд — Бек
- Джордж Ханніган